# Diskontování
Diskontování je matematický postup, kdy jsou diskontovány (přepočítány a sečteny) budoucí výnosy (zisky/peníze/peněžní toky) v jednotlivých obdobích na současnou hodnotu investice (Present value) s použitím diskontní míry (odhadnuté výnosové míry).
Pokud se jedná o výpočet (iterační metoda) ze známé současné hodnoty investice a známých budoucích finančních toků, lze určit tzv. vnitřní výnosovou míru/procento, tedy diskontní míru (např. v tabulkovém procesoru apod.).

## Diskontní míra
Diskontní míra je procentní sazba, kterou se diskontují (přepočítávají) budoucí výnosy (zisky/peníze/peněžní toky) nebo náklady v jednotlivých obdobích na současnou hodnotu (Present value).
Příklad: Pokud při diskontní míře 1 % očekávám za rok určitý výnos (nebo výdaj) např. 1000 Kč, je v současné době hodnota budoucího výnosu o 1% vyšší, protože bych jej mohl investovat a tím nejméně o 1% zhodnotit. U budoucího výdaje je tomu naopak, protože dnes bych si musel částku vypůjčit a zaplatit úrok.

## Vnitřní výnosová míra
Vnitřní výnosová míra (Vnitřní výnosové procento), anglicky Internal Rate of Return (IRR) nebo ERR (Economical Rate of Return) je jednou z nejčastěji využívaných metod pro hodnocení a výběr investic. Každá investice se vyznačuje tím, že na počátku vynaložíme určitý kapitálový výdaj, který bude průběžně v čase přinášet určité výnosy (cash flow). Pokud bychom investici hodnotili pouze na základě nákladů a výnosů, tak by Vnitřní výnosová míra vlastně nebyla vůbec potřeba. Pravdou však je, že na výnosy v čase působí celá řada faktorů (např. inflace, rizika, náklady obětované příležitosti, požadovaná výnosnost vlastníka, atp), které výnosnost snižují do té míry, že tyto výdaje mohou převyšovat uvažovaný výnos a tím pádem je investice ztrátová. 
Tato metoda nám říká, jak vysoká je výnosnost, kterou má investiční projekt během své životnosti. Vyjádřena čísly by se metoda vnitřního výnosového procenta rovnala takové diskontní sazbě, pro kterou je čistá současná hodnota rovna nule (odvození viz dále). 

### Vzorce a odvození
Čistá současná hodnota je definována jako:
{\displaystyle NPV=\sum _{t=0}^{n}{\frac {CF_{t}}{(1+i)^{t}}}}
Kde:
- n...životnost projektu
- t...pořadový rok v rámci života projektu
- CFt...peněžní tok v daném roce t
- i...diskontní úroková míra
- NPV...čistá současná hodnota

Pokud je Vnitřní výnosová míra taková míra, při které je čistá současná hodnota rovna 0 pak platí, že:
{\displaystyle 0=\sum _{t=0}^{n}{\frac {CF_{t}}{(1+IRR)^{t}}}}
kde IRR...Vnitřní výnosová míra
IRR se vypočítá metodou lineární interpolace.

### Interpretace
Projekty pomocí této metody nejčastěji vyhodnotíme tak, že:
- Stanovíme WACC
- Vypočítáme nebo odhadneme počáteční investici a budoucí peněžní toky
- Vypočítáme Vnitřní výnosovou míru (IRR)
- IRR porovnáme s WACC - pokud je IRR vyšší než WACC, tak investici přijmeme

Přijmutí daného investičního projektu je tedy vhodné v případě, že jeho vnitřní výnosové procento bude vyšší než diskontní sazba (nebo WACC). Pokud tomu tak nebude, je evidentní, že projekt by byl pro firmu z ekonomického hlediska nevýhodný. Čím je vnitřní výnosové procento vyšší, tím je volba investičního projektu pro firmu výhodnější. Může se ale dokonce stát, že při posuzování dvou projektů zjistíme, že z hlediska čisté současné hodnoty je vhodnější zvolit první projekt a z hlediska vnitřního výnosového procenta je vhodnější zvolit druhý projekt. Poté je na uvážení firmy, který projekt je pro ni výhodnější. Za přijatelné jsou také považovány ty projekty, které vyjadřují vyšší úrok než požadovaná minimální výnosnost projektu.
Nedostatkem této metody je skutečnost, že tuto metodu lze použít pouze v případě, kdy peněžní toky záporné jsou na začátku projektu (například doba výstavby daného projektu) a pak následují peněžní toky kladné (například provozní období). Znaménko souhrnných peněžních toků by se mělo po dobu projektu měnit právě jednou. V jiném případě může dojít k výpočtu více hodnot. V případě, že má firma samé peněžní toky kladné, nemusí zde vnitřní výnosové procento existovat. Tyto informace jsou velmi důležité pro samotný výpočet. Je potřeba oddělit období počátečních investic, kde jsou toky záporné a období ziskové, kdy jsou toky (peněžní) kladné.

### Klady metody vnitřního výnosového procenta
- Respektuje faktor času
- Vychází z finančních toků

### Zápory metody vnitřního výnosového procenta
- Může vzniknout více než jedno řešení (při nekonvenčním peněžním toku)
- Řešení nemusí existovat
- Projekty nelze snadno sčítat